# Bastion Sakwowy

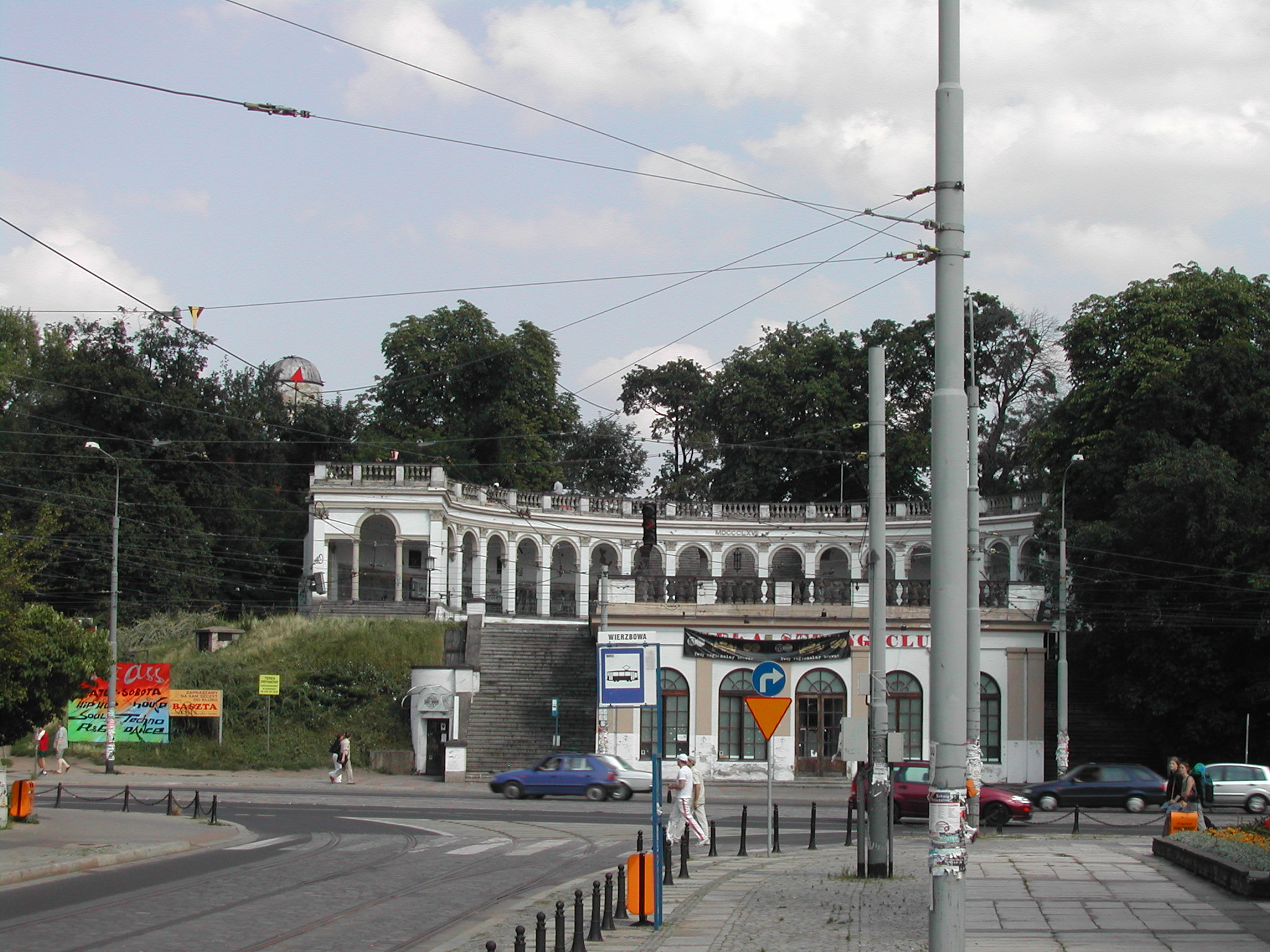
Kompleks wypoczynkowo-rozrywkowy na Wzgórzu Partyzantów, widok z ul. Teatralnej w stronę ul. Piotra Skargi

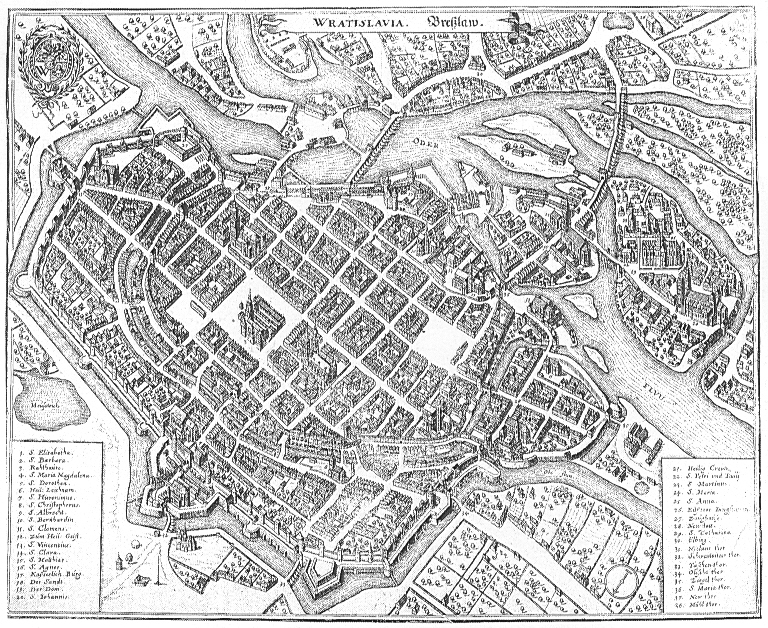
Fortyfikacje Wrocławia w II połowie XVII wieku; Bastion Sakwowy na samym dole, na skraju rysunku

Bastion Sakwowy (niem. Taschenbastion) – fragment dawnych fortyfikacji miasta Wrocławia, w południowo-wschodnim ich narożniku. W latach 1948–2024 wzgórze nosiło nazwę Wzgórze Partyzantów. Jednak była to nazwa nieoficjalna i w 2024 roku urzędowo zmieniono ją na Bastion Sakwowy. 

## Historia
Na miejscu istniejącego wcześniej wzgórza, przy znajdującej się od średniowiecza bramie miejskiej, zwanej – od nazwy cechu – Bramą Sakwową, zbudowano w 1571 bastion systemu szkoły nowowłoskiej według projektu Hansa Schneidera. Miał on kazamaty, nadszańce i działobitnie barkowe w miejscu, gdzie wcześniej znajdowały się basteje.
W 1593 w Bastionie Sakwowym mieściła się prochownia, a w wieku XVIII dodano płaszcz ziemny i kontrgardę.
Po likwidacji wrocławskich fortyfikacji na polecenie francuskich zwycięzców z 1807 roku planowano w 1813 przekształcić Bastion Sakwowy w cytadelę. W rezultacie jednak bastion włączono w ciąg widokowej promenady miejskiej, zamieniając go we Wzgórze Sakwowe według projektu Johanna Friedricha Knorra. Pół wieku później, w 1867 roku, wybudowano na wzgórzu belweder oraz wieżę, a samo wzgórze przemianowano na Liebichs Höhe (wzgórze Liebicha).
Podczas oblężenia Festung Breslau w 1945 w kazamatach dawnego bastionu ulokowano schron komendanta twierdzy. Wzgórze Liebicha po 1945 przemianowano najpierw na „Wzgórze Miłości”, a od 1948 roku używano nazwy „Wzgórze Partyzantów”. Jak się okazało nie była to nazwa nadana oficjalnie, dlatego w 2024 roku oficjalnie nadano mu nazwę Bastion Sakwowy.  
Na szczyt wzgórza można było dotrzeć zarówno ścieżkami od strony północnej lub zachodniej (a do zabudowań na szczycie dojechać samochodem od ul. Nowej), jak i reprezentacyjnymi schodami od strony południowej, od ul. Piotra Skargi. Schody te stały się w 1967 roku miejscem katastrofy budowlanej i szeroko publicznie komentowanej tragedii. Remont schodów i galerii po tym wypadku przeprowadzono dopiero kilka lat później, w latach 1973–1974.
Obiekty wchodzące w skład kompleksu Wzgórza Partyzantów przez kilkadziesiąt lat po zakończeniu wojny były niezagospodarowane lub zagospodarowane w bardzo ograniczonym stopniu. M.in. w budynku stojącym na szczycie wzgórza, zwieńczonym pozostałością po dawnej wieży widokowej, zlokalizowane było obserwatorium astronomiczne i siedziba Towarzystwa Miłośników Astronomii, a w dawnych kazamatach (od strony ul. Nowej) przez krótki czas znajdował się oddział Muzeum Historycznego.
1 czerwca 1990 r. miasto podpisało z firmą Retropol 40-letnią umowę na dzierżawę i użytkowanie Wzgórza Partyzantów (do 1 czerwca 2030 r.). Początkowo dzierżawca zapowiedział stworzenie w tym miejscu pałacu ślubów z restauracją.
Po 1990 roku, po kolejnym remoncie obiektów związanych ze Wzgórzem, przywrócona została ich dawna rola: od tego czasu znajdują w nich kluby i restauracje, których profil i właściciele co pewien czas zmieniają się. W budynku na szczycie, po Towarzystwie Miłośników Astronomii, znajdował się przez kilka lat klub dla biznesmenów. W obiekcie z wejściem od ul. Piotra Skargi znajdowało się przez kilka lat kasyno, później przekształcone w klub nocny „Reduta”, potem w restaurację. W kazamatach miejsce znalazł klub muzyczny (dyskoteka). Wzgórze służy też okazjonalnie jako plenerowa scena różnego rodzaju koncertów i przedstawień operowych.
Ze względu na brak należytej konserwacji Wzgórze Partyzantów zaczęło niszczeć. O jego rewitalizację zaczęli wówczas walczyć społecznicy, którzy zwrócili się do wojewódzkiego konserwatora zabytków o wpisanie budynków na Wzgórzu Partyzantów na listę zabytków, lecz wniosek nie został uwzględniony. 19 lipca 2014 r. miasto złożyło w sądzie okręgowym we Wrocławiu pozew przeciwko dzierżawcy pod zarzutem nieużytkowania terenu zgodnie z umową. Wyrokiem z 5 stycznia 2017 r. sąd nakazał rozwiązanie umowy użytkowania wieczystego i wydanie miastu nieruchomości.
W latach 2022–2024 przeprowadzano remont  wzgórza. Wyremontowano pawilon perystylowy, kolumnadę, plac z fontanną, ścieżki oraz skarpy. W pawilonie zaplanowano otwarcie restauracji, a w obrębie kolumnady - kawiarni. Miasto zapowiedziało kolejny etap remontu podczas którego zostaną wyremontowane zabytkowe toalety, budynek dawnego obserwatorium astronomicznego i dawny schron. 

## Galeria

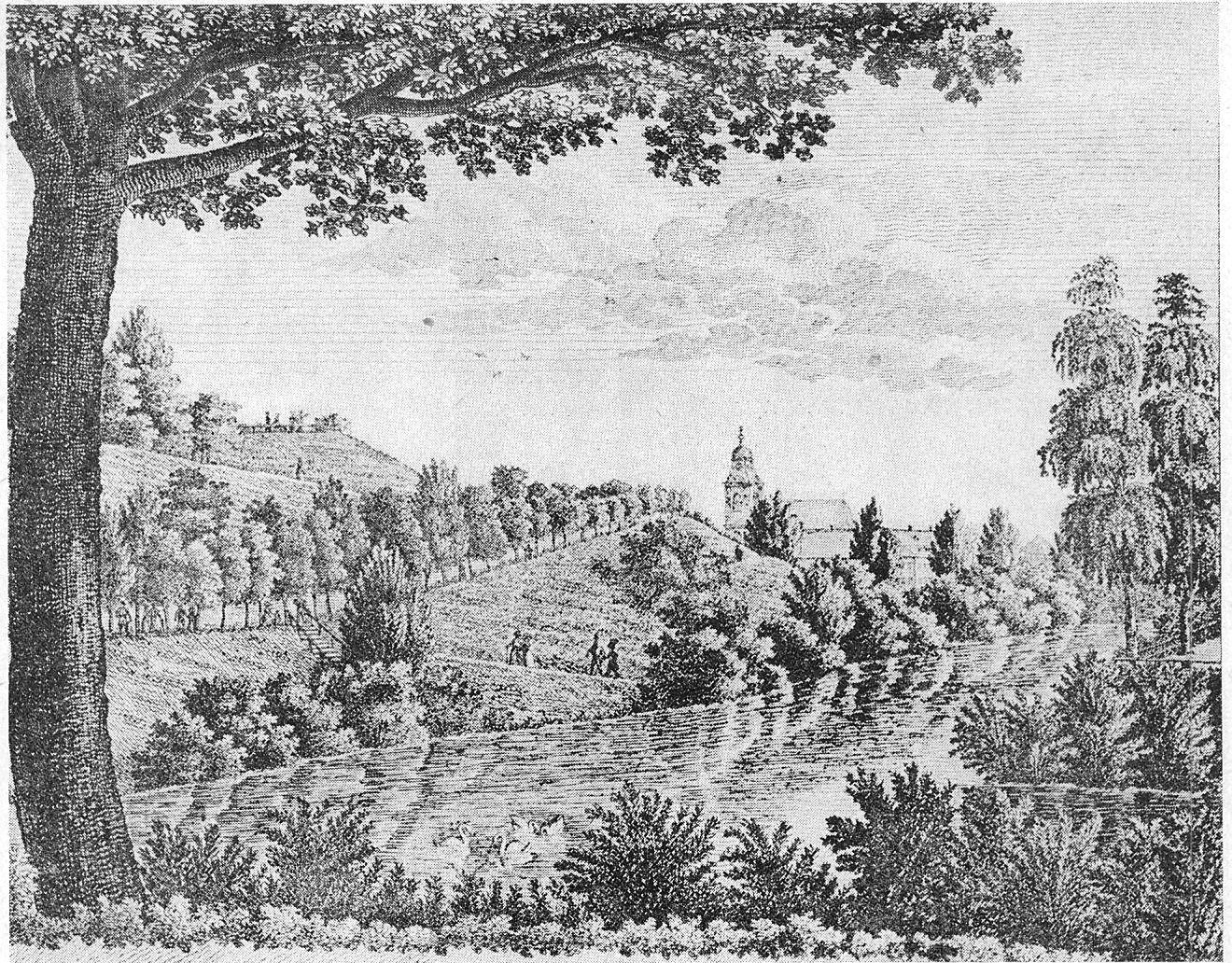
Wzgórze Sakwowe przed wybudowaniem belwederu (XIX wiek)
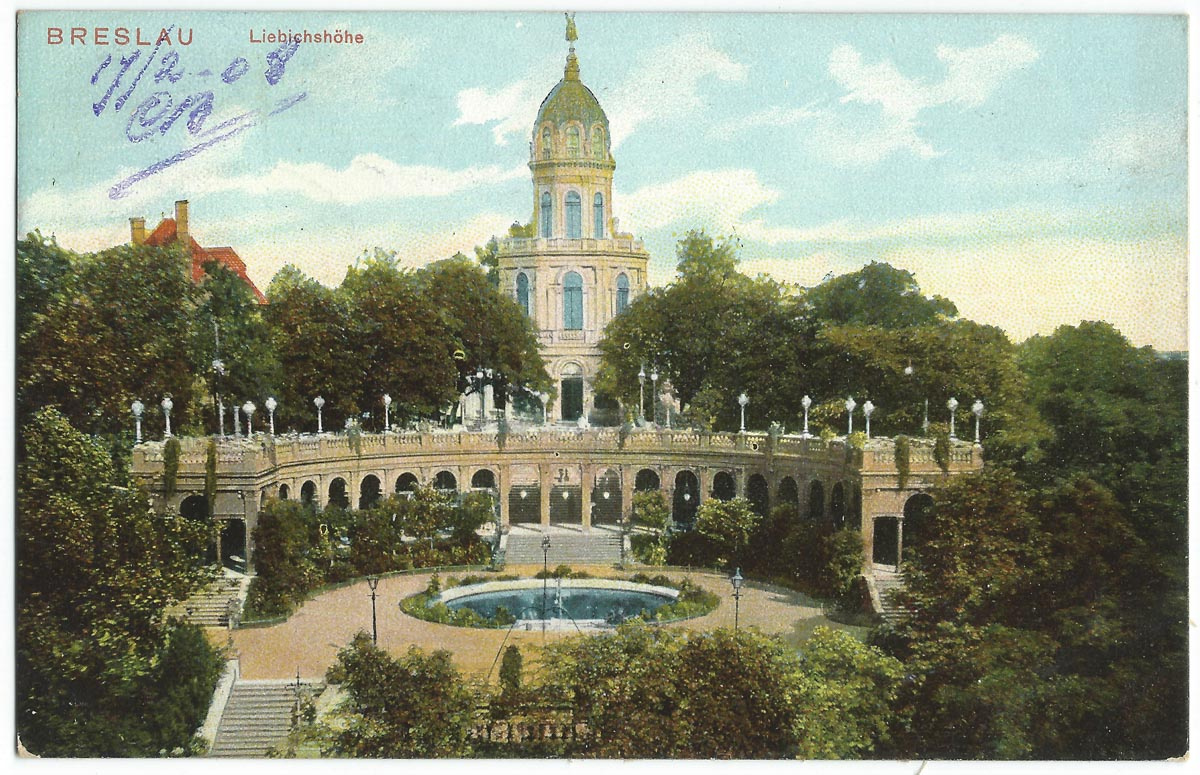
Wzgórze Liebicha na początku XX wieku
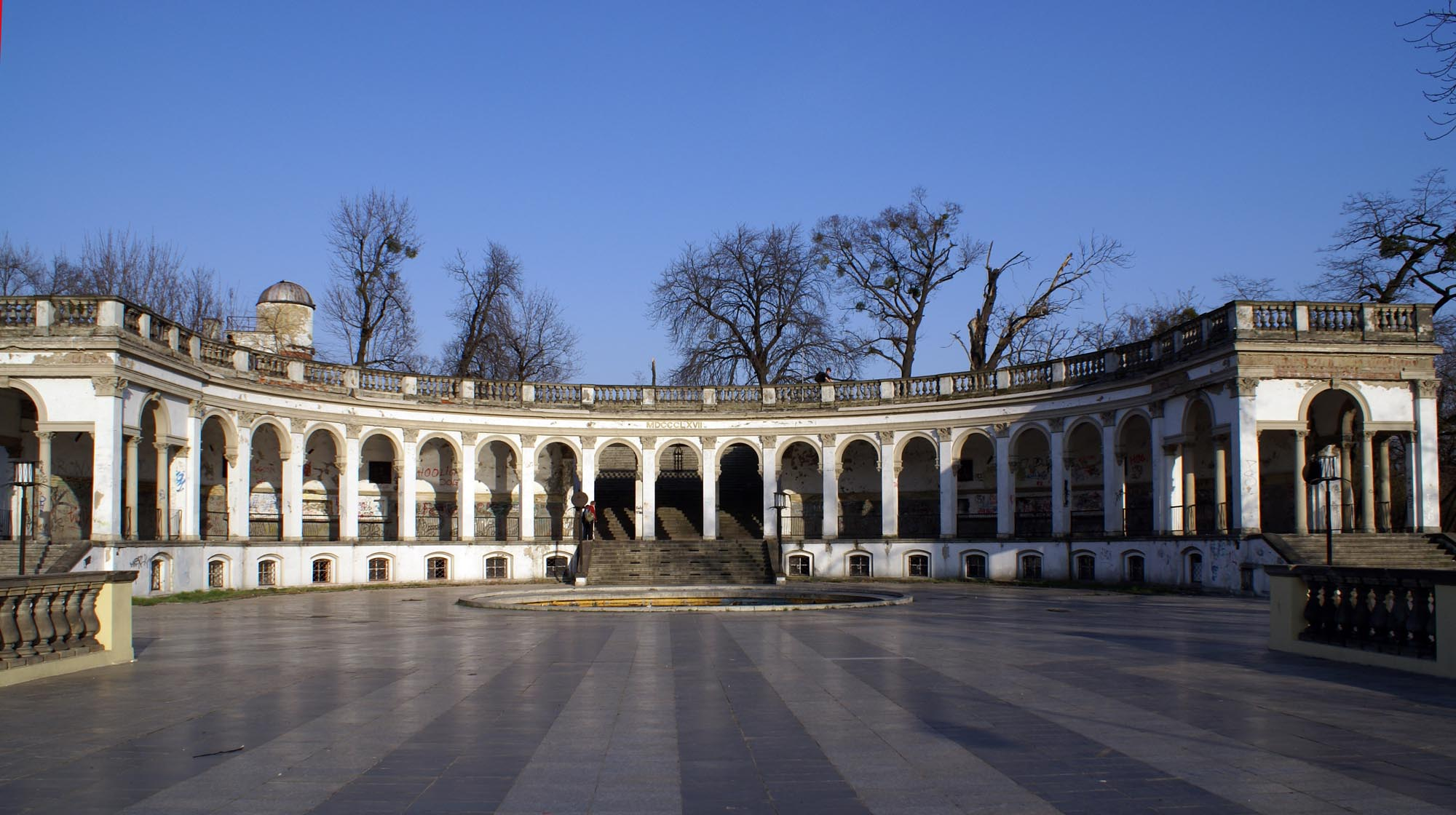
Kolumnada, z lewej wieża obserwatorium (2007)
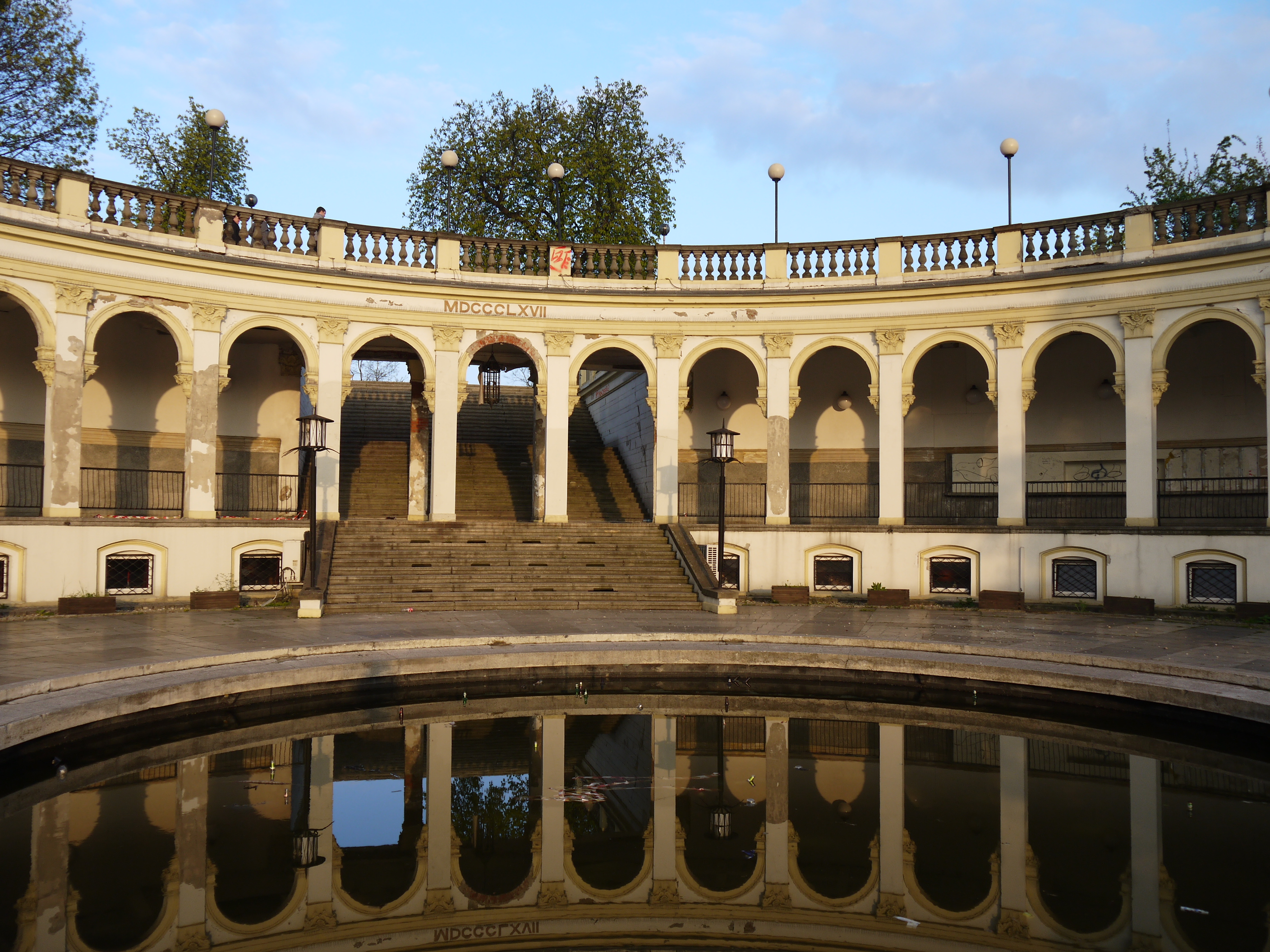
Kolumnada (2014)
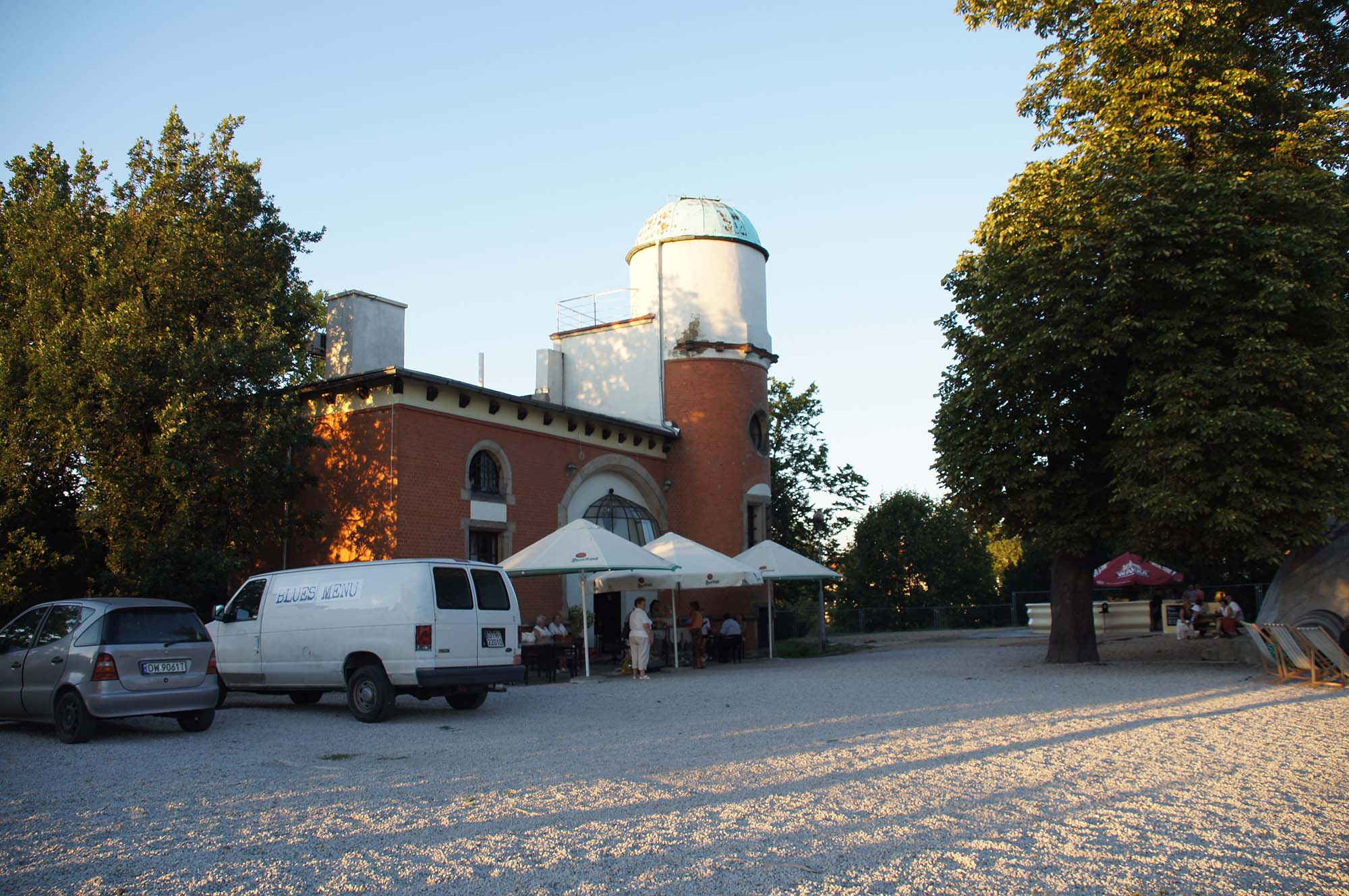
Budynek obserwatorium (2012)